# Seasons (canción de Good Charlotte)
«Seasons» es una canción de la banda estadounidense de pop punk Good Charlotte, lanzada en el álbum debut homónimo Good Charlotte como la canción número 7.

## Significado
La letra habla sobre un chico que tuvo una relación con una chica en otoño, y ahora la chica se tiene que ir, y todo le hace recordar al otoño en el cual estuvieron juntos.